# Mahavira
Mahavira (chữ Phạn: महावीर; chữ Kannada: ಮಹಾವೀರ; chữ Tamil: அருகன் ("Arugan")) có nghĩa là "Đại anh hùng" hay "Anh hùng vĩ đại", 599—527 TCN) còn được gọi là Vardhamana hoặc Kevala là Tirthankara thứ 24 của Kỳ Na giáo. Ông là người kế thừa tinh thần của Tirthankara Parshvanatha thứ 23. Mahavira sinh vào đầu thế kỷ 6 trước Công nguyên trong một gia đình hoàng gia Kshatriya Jain ở Bihar, Ấn Độ. Tên mẹ của ông là Trishala và tên của cha là Siddhartha. Họ là những tín đồ của Parshvanatha. Mahavira từ bỏ mọi tài sản thế gian ở tuổi khoảng 30 và rời nhà để theo đuổi sự thức tỉnh tâm linh, trở thành một nhà khổ hạnh. Mahavira thực hành thiền định cường độ cao và khổ hạnh nghiêm khắc trong 12 năm rưỡi, sau đó ông đạt được Kevala Gyan (toàn giác). Ông đã thuyết giảng trong 30 năm và đạt được Moksha (sự cứu rỗi) vào thế kỷ thứ 6 trước Công nguyên, chi tiết cụ thể vào các năm khác nhau tùy theo giáo phái.
Trong lịch sử, Mahavira, người đã giảng đạo Kỳ Na giáo ở Ấn Độ cổ đại, là người cùng thời với Phật Gautama. Các học giả xác định niên đại của ông từ thế kỷ thứ 6 đến thế kỷ thứ 5 TCN và nơi sinh của ông cũng là một điểm còn tranh cãi. Mahavira dạy rằng việc tuân thủ các lời thề ahimsa (bất bạo động), satya (chân lý), asteya (không trộm cắp), brahmacharya (trinh tiết), và aparigraha (không dính mắc) là cần thiết để giải thoát tâm linh. Ngài dạy các nguyên tắc của Anekantavada (thực tại nhiều mặt): syadvada và nayavada. Giáo lý của Mahavira được Indrabhuti Gautama (đệ tử chính của ông) biên soạn thành Jain Agamas. Các kinh sách này, được các nhà sư Jaina truyền miệng, được cho là đã bị thất lạc phần lớn vào khoảng thế kỷ 1 CN (khi phần còn lại được viết ra lần đầu tiên theo truyền thống Svetambara). Các phiên bản còn sót lại của Agamas do Mahavira giảng dạy là một số văn bản nền tảng của nhánh Svetambara của Kỳ Na giáo, nhưng tính xác thực của chúng bị tranh chấp với Kỳ Na giáo Digambara.

## Thân thế
Mahavira tên thật là Vardhamana, xuất thân là hoàng tử của bộ lạc Lichavi, vương quốc Kosala. Thuộc đẳng cấp Kshastriya. Năm 19 tuổi, ông lập gia đình và có một con gái. Tới năm 30 tuổi, Vardhamana rời gia đình, từ bỏ vợ con, dấn thân vào cuộc sống khổ hạnh và khỏa thân. Con đường tầm đạo của ông kéo dài 12 năm trời mới thành đạo. Trong thời gian ấy, có thời ông hiệp đoàn với Gosaka, người về sau sáng lập Ajivikas, một hệ phái Ấn giáo phi chính thống khác.
Tới năm 42 tuổi, Vardhamana, thành tựu toàn tri — thuật ngữ Jaina giáo dùng để gọi sự thức ngộ, giác ngộ, vì thế được gọi là một Jina: người chinh phục. Các tín đồ của tôn giáo này được gọi là Jaina — thường viết tắt là Jain — nghĩa là những kẻ đi theo người chinh phục. Danh hiệu Mahavira có nghĩa là Đại Anh hùng, một biệt danh dùng để tôn vinh cá biệt vị tổ sư này.
Kết thúc 30 năm rao giảng, xây dựng và phát triển Jaina giáo, Mahavira từ trần sau một cuộc tuyệt thực cho tới chết tại Para, nơi gần Patna ngày nay. Và nơi ấy từ đó trở thành thánh địa hành hương của mọi tín đồ Jaina giáo.
Cho tới thời điểm nhập diệt, Đức Mahavira có rất đông đảo đệ tử gồm hai dạng: thứ nhất nam nữ tu sĩ (nữ đông hơn nam); và thứ hai các tín đồ tại gia (cư sĩ), luôn luôn giúp đỡ mọi mặt, đặc biệt về vật chất, cho giới tu sĩ.
Trong Trung Bộ kinh, phẩm 56 Upaly Sutra của Phật giáo có kể lại cuộc tranh luận giữa Đức Phật Sakyamuni (Thích Ca Mâu Ni) và Nigantha Dighatapassi (Trường Khổ Hạnh Giả), một cao đồ của Mahavira, cuối cùng Nigantha chịu thua và quy y theo đạo Phật. Sau đó, Phật Thích Ca còn thu phục được Gia chủ Upaly, một cao đồ cư sĩ của Mahavira. Kinh còn ghi lại cuộc tường thuật của hai cao đồ ấy cho Mahavira.

## Lời giảng

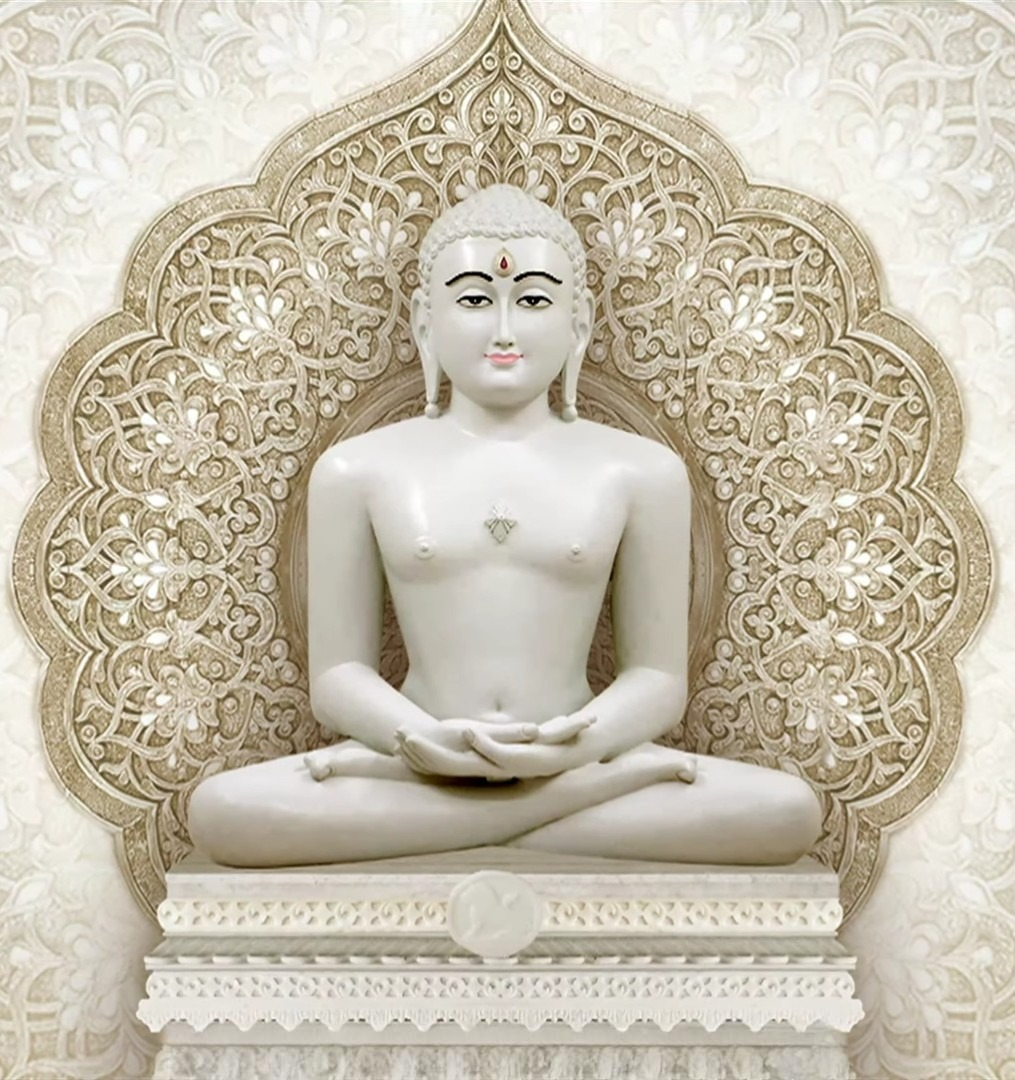
Tượng Mahavir

Gặp trường hợp có những hệ phái khác nhau của một tôn giáo, các học giả khó có thể thẩm định trong những lời tuyên bố không hoàn toàn giống nhau và đang ganh đua nhau ấy cái nào là tiếng nói xác thực của người sáng lập. Nhưng đối với Jaina giáo không có vấn đề đó, vì cả hai hệ phái chính — Svetambara và Digambara — chỉ bất đồng về vài điểm thực hành, đặc biệt ở chỗ tu sĩ nên khỏa thân hay mặc quần áo, chứ không có những thông giải triết học khác nhau về tôn giáo của mình. Do đó, chúng ta có thể khá tự tin khi cho rằng các khái niệm hiện lưu hành trong Jaina giáo thật sự phản ánh trung thực lời giảng dạy nguyên thủy của Mahavira 25 thế kỷ trước. Ba điểm căn bản trong các lời giảng của Đức Đại Anh hùng là: 
- Bác bỏ các nghi lễ Bà la môn như là phương thế để thành tựu giải thoát, ông tái thông giải khái niệm về nghiệp báo mà truyền thống Ấn giáo chính thống ưu tiên áp dụng nó như là hậu quả tuôn trào từ việc cử hành chính xác các nghi lễ.
- Phủ định sự hiện hữu của cảnh giới thiêng liêng vĩnh cửu, ông tin rằng linh hồn của con người bị mắc kẹt trong thế giới vật chất, cần được giải thoát nhằm thành tựu sự toàn mãn.
- Biến giới luật bất tổn sinh (bất bạo động - ahimsa) thành tâm điểm tuyệt đối của triết học và đạo đức học thực hành của mình.

Tuy thế, những lời giảng của Mahavira không được ghi thành văn cho tới thế kỷ thứ 2 sau CN. Mãi tới thế kỷ thứ 5, cũng vẫn chưa có bản san định tổng thể các sách thánh chính của Jaina giáo. Để am hiểu triết học của mình, mọi hệ phái Jaina giáo đều chấp nhận thẩm quyền và đặt cơ sở xiển dương trên cuốn kinh Tattvartha Sutra (Kinh về những phạm trù nhận thức) do tu sĩ triết gia Umasvarti ghi lại vào khoảng đầu thế kỷ thứ 2 sau CN.